# Орловы-Денисовы
Орло́вы-Дени́совы — русский дворянский род казацкого происхождения, графы Российской империи с 1801 года.

## Характеристика
Основатель фамилии, Василий Васильевич Орлов (1775—1843), в 1801 году получил дозволение использовать двойную фамилию и графский титул после деда по матери — генерала от кавалерии Фёдора Петровича Денисова (1738—1803), из казаков Денисовых станицы Пятиизбянской, не имевшего сыновей. Родовое имение Василия Васильевича, Шиханы Вольского уезда, досталось Василию Васильевичу через брак с графиней М. А. Васильевой и было отстроено в 1821 году.
Второе поколение — девять детей В. В. Орлова-Денисова, в том числе:
- граф Фёдор Васильевич (1806—1865), также казак Пятиизбянской станицы.
- граф Михаил Васильевич (1823—1853), камергер
- Надежда Васильевна — замужем за наказным атаманом Оренбургского казачьего войска Михаилом Андреевичем Катениным.
- Любовь Васильевна — замужем за князем Николаем Петровичем Трубецким

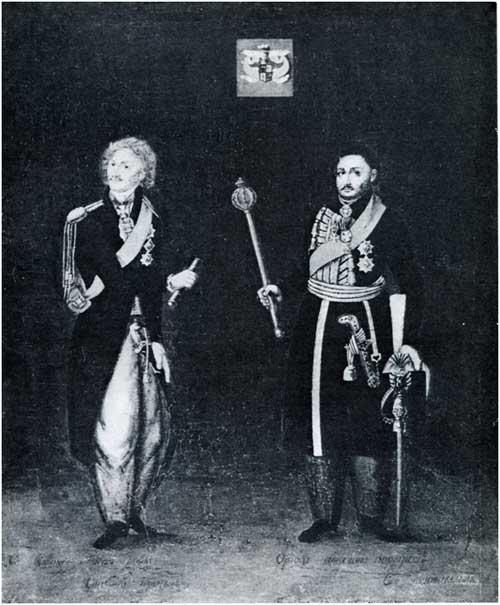
Предки рода — В. П. Орлов и Ф. П. Денисов.

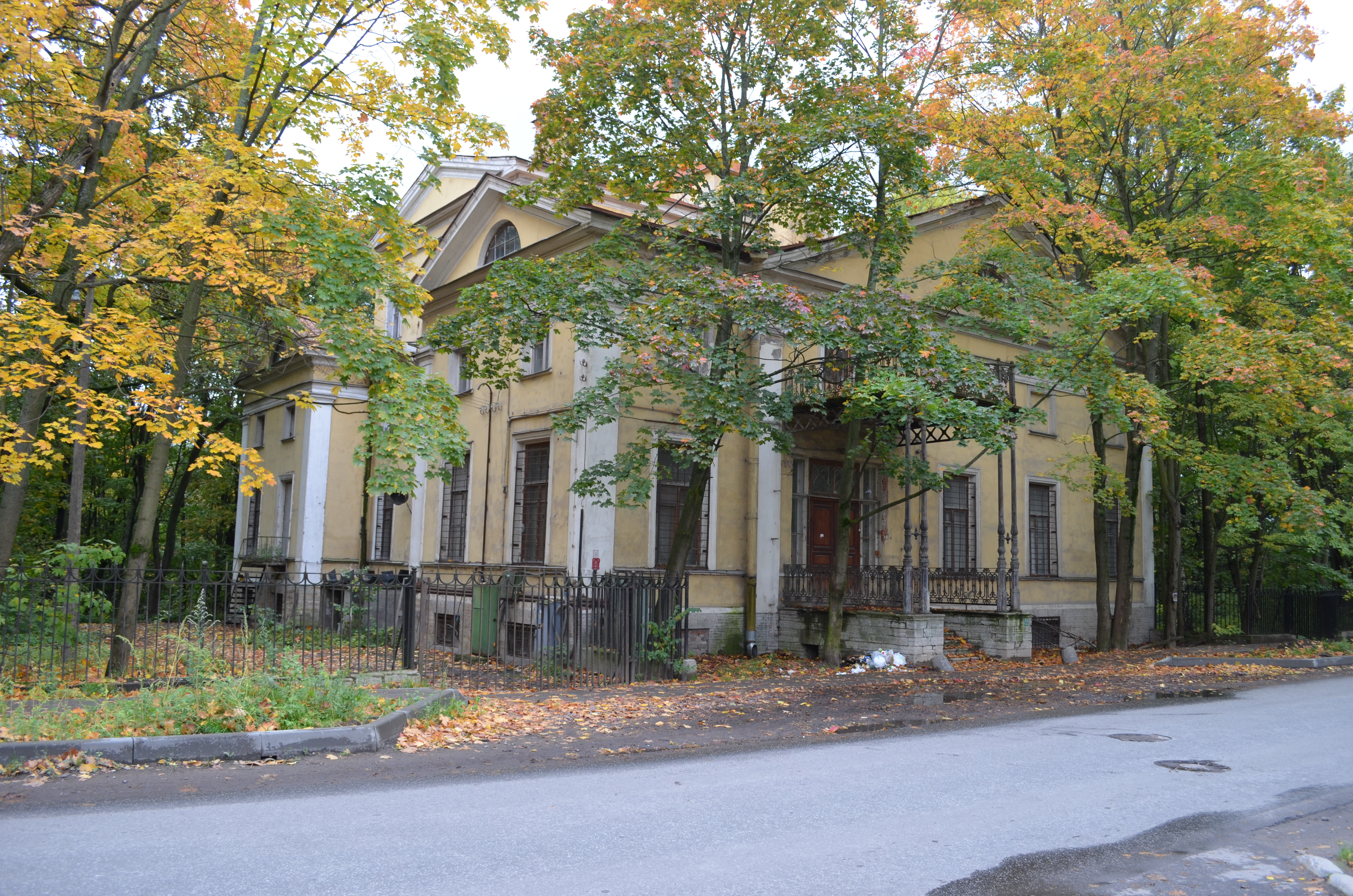
Усадьба в Коломягах (1839—1841, арх. А. М. Горностаев)

В третьем поколении повторилась история с выморочными фамилиями: Алексею Фёдоровичу Орлову-Денисову (1841—1907; второму сыну Фёдора Васильевича и наследницы пресекавшегося рода графа Никитина) было разрешено 29 апреля 1852 года присоединить фамилию деда по матери, став графом Орловым-Денисовым-Никитиным. Старший сын Фёдора Васильевича — Николай Фёдорович (1839—1897) — стал генерал-лейтенантом, воевал с поляками в 1863 и с турками в 1877—1878.
Во время Октябрьской революции и Гражданской войны род разделился, часть воевала на стороне Красной Армии, часть на стороне Белого движения.
Последний из членов рода эмигрировавших за границу в период Октябрьской революции, после победы Красной армии в Гражданской войне, граф Георгий Васильевич Орлов-Денисов (1903—1965) похоронен вместе с женой Марией Петровной (Шереметевой) на римском кладбище Тестаччо.

## Описание герба
Щит разделен на четыре части, из них в первой и четвёртой части, в золотом поле, изображен до половины чёрный орел с коронами на главах, в лапах имеющий скипетр и державу. Во второй части, в красном поле, крестообразно положены две сабли и на них перо, украшенные алмазами, которые Всемилостивейше пожалованы были Генералу от Кавалерии Графу Федору Петровичу Денисову за мужественную и верную его службу. В третьей части, в красном же поле, стоящая на лафете пушка и опрокинутое на неё белое с золотою луною знамя, каковые помянутый Граф Федор Петрович храбростью своею на сражениях с неприятелями великое множество в разные времена у них взял. Середина щита покрыта крестом Святого Иоанна Иерусалимского.
На щите наложена свойственная Графам корона и на поверхности оной поставлены три шлема, на среднем из них видны два распростертых орлиных крыла, на правом — алмазное перо, а на левом шлеме — рука в латах, держащая меч. Намет на щите красный, подложенный золотом. Щит держат с правой стороны вооруженный казак с пикой, а с левой стороны — лев. Под щитом девиз: СЛУЖБОЮ И ХРАБРОСТЬЮ. Герб рода графов Орловых-Денисовых внесен в Часть 8 Общего гербовника дворянских родов Всероссийской империи, стр. 4.